# Sárgatorkú sármány
A sárgatorkú sármány (Emberiza elegans) a madarak osztályának verébalakúak (Passeriformes) rendjébe és a sármányfélék (Emberizidae) családjába tartozó faj.
A magyar név forrással nem megerősített, lehet, hogy az angol név tükörfordítása (Yellow-throated Bunting).

## Előfordulása
Oroszország, Kína, Japán, Észak-Korea, Dél-Korea, Mianmar és Tajvan területén honos. Mérsékelt övi, szubtrópusi vagy trópusi száraz erdők lakója.

## Alfajai
- Emberiza elegans elegans
- Emberiza elegans elegantula